# 주디스 볼드윈
주디스 볼드윈(Judith Baldwin, 1946년 3월 26일 ~ )은 미국의 배우, 텔레비전 배우, 영화배우이다.
미국 워싱턴 D.C.에서 태어났다. 액터스 스튜디오의 라이프 멤버이다. 1969년부터 현재까지 활동하고 있다.

## 영화
- 프린세스 다이어리 2 (2004년)
- 귀여운 여인 (1990년) - 수잔 역
- 두 여인 (1988년)
- 비앤비 (1987년)
- 아메리카 퇴조 (1987년)
- 내 사랑 로라 (1984년)
- 세기의 거래 (1983년)
- 사랑 만들기(영어판) (1982년)
- 창백한 형광에 걸린 X-ray 빛의 블루 (1981년)
- 스텝포드 와이브스 (1975년)
- 더 세븐 미니츠 (1971년)